# Marta Husemann

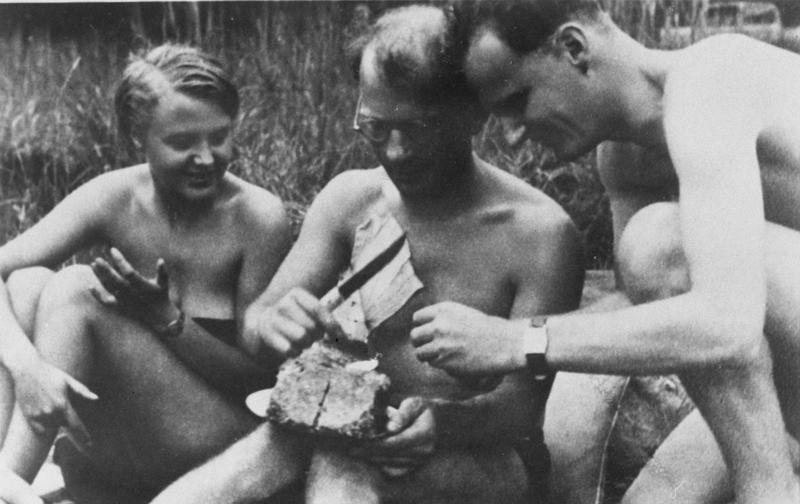
Marta Husemann (a sinistra) con Harro Schulze-Boysen (a destra) e Günther Weisenborn.

Marta Husemann (Berlino, 20 agosto 1913 – Berlino, 30 giugno 1960) è stata un'attrice e attivista tedesca combattente della resistenza contro il regime nazista nel gruppo berlinese dell'Orchestra Rossa.

## Biografia
Martha Wolter frequentò un corso come sarta e nel 1928, all'età di 15 anni, entrò a far parte del KJVD (in tedesco Kommunistischer Jugendverband Deutschlands). Nel 1931 aderisce al KPD (in tedesco Kommunistische Partei Deutschlands).
Interpretò "Gerda" nel film Kuhle Wampe di Slatan Dudow, partecipando come una delle due protagoniste femminili. L'esperienza di attrice continua nel 1935 con la sceneggiatura del cortometraggio Fünf Personen suchen Anschluß, diretto da Jürgen von Alten nei grandi magazzini berlinesi KaDeWe. In quello stesso anno fu interrogata per la prima volta dalla Gestapo. Nel novembre 1936 fu arrestata e dal marzo al giugno 1937 fu detenuta nel campo di concentramento di Moringen in Vorbeugehäftling, termine eufemistico usato per indicare la custodia protettiva. Fu rilasciata dopo essere stata notata da Heinrich Himmler, pensò che avesse un aspetto decisamente ariano.
Insieme al marito Walter Husemann fu attiva nell'Orchestra Rossa nel gruppo antifascista di Harro Schulze-Boysen: spesso il gruppo si riunì lontano dagli occhi della Gestapo, a Schloss Liebenberg. Ebbe contatti particolarmente intensi con Gerhard e Gerda Sredzki, entrambi attivi nell'Organizzazione Saefkow-Jacob-Bästlein oppositrice del nazismo. Il 19 settembre 1942 fu nuovamente arrestata e, nel gennaio 1943, condannata a quattro anni di prigione dal Reichskriegsgericht. Nel 1945 fu liberata dall'Armata Rossa mentre era detenuta nel penitenziario femminile di Lipsia.
Nel dopoguerra lavorò nella direzione del KPD nel distretto di Berlino Est. Si risposò con il politico Hans Jendretzky e prese il nome di Marta Jendretzky.

## Nella cultura di massa
Il film Die guten Feinde – Mein Vater, die Rote Kapelle und ich del 2016, per la regia di Christian Weisenborn, è incentrato sulla drammatica storia di Günther Weisenborn, padre del regista, e degli altri membri arrestati dell'Orchestra Rossa, tra cui anche Marta Husemann.